# Politické zneužívání psychiatrie v Sovětském svazu

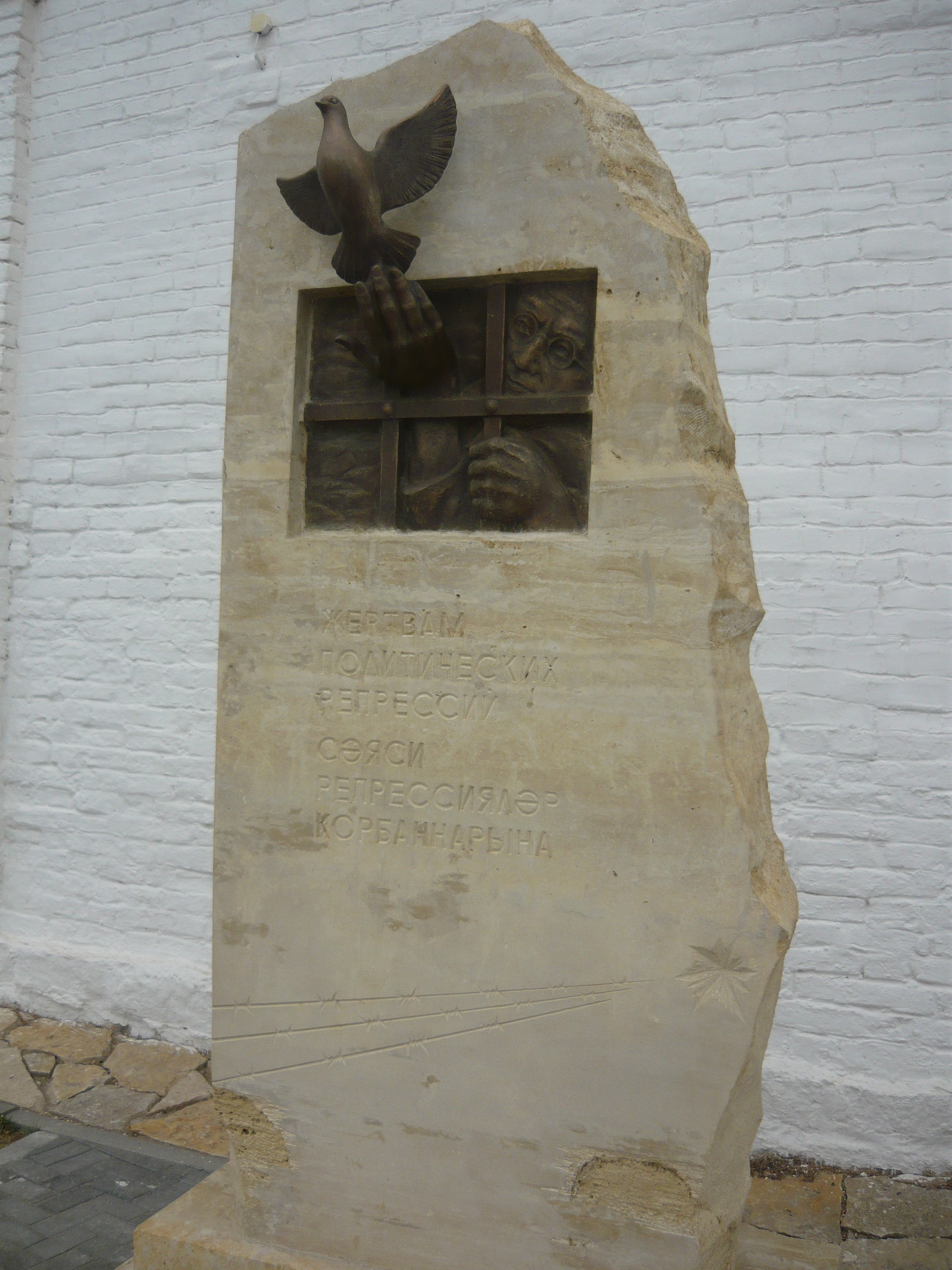
Pomník obětem tábora Svijažsk.

Psychiatrie sloužila v Sovětském svazu jako nástroj perzekuce vůči oponentům režimu. Tato praxe vycházela z úvahy, že sovětská vláda je nejlepší na světě, takže jakýkoli nesouhlas s ní musí být logicky výrazem duševní poruchy.
Diagnóza „pomalé schizofrenie“, kterou vypracovala moskevská psychiatrická škola, zejména akademik Andrej Sněžněnskij, poskytla praktický rámec pro vysvětlení chování, které se stavělo proti oficiálnímu obrazu sovětské reality. Pojem pomalá schizofrenie (rusky вялотекущая шизофрения) umožňoval bez soudního řízení internovat a podrobit drastickým léčebným procedurám každého, kdo se stal nějak politicky nepohodlným, aniž by vykazoval zjevné příznaky šílenství.
Ke sporadickým případům, kdy byli političtí protivníci označeni za nepříčetné, docházelo už na počátku bolševické vlády: v roce 1921 byla hospitalizována na psychiatrickém oddělení eserská aktivistka Maria Spiridonovová. Koncem čtyřicátých let se plány na využití psychiatrie pro záměry represivního aparátu zabývali Lavrentij Berija a Andrej Vyšinskij; v roce 1950 proběhl tzv. Pavlovský sněm, který odstartoval čistky proti všem, kdo byli obviněni za západního pojetí psychologie a psychiatrie. V říjnu 1961 přijalo sovětské ministerstvo zdravotnictví směrnici o preventivní izolaci společensky nebezpečných bláznů, která se vztahovala i na paragraf 70 trestního zákoníku (protisovětská propaganda) a umožňovala úřadům kohokoli zadržet na libovolnou dobu i bez jeho souhlasu.
Umisťování disidentů do ústavů pro duševně choré se stalo běžnou praxí za vlády Leonida Iljiče Brežněva, kdy v souladu s mezinárodní atmosférou détente už nemohl režim své odpůrce otevřeně fyzicky likvidovat. Realizací této politiky byl pověřen Jurij Andropov jako šéf KGB. Statistiky uvádějí, že v letech 1955 až 1974 se počet pacientů psychiatrických zařízení na území SSSR zvedl ze 116 000 na 390 000. Nejdůležitějším zařízením pro internaci nepohodlných občanů byla vězeňská psychiatrická nemocnice v Kazani, k níž patřil pracovní tábor na ostrově Svijažsk. Podle historika Michaila Čerepanova zemřelo v kazaňské nemocnici za její existenci 1802 chovanců a ve svijažském lágru dalších 3087 lidí. Dalšími podobnými zařízeními byl Serbského institut v Moskvě a „nemocnice speciálního typu“ (patřící pod ministerstvo vnitra) v Leningradě, Kostromě, Čerňachovsku, Blagověščensku, Syčovce, Minsku a Poltavě. V roce 1979 uvádělo sovětské ministerstvo vnitra počet pacientů v těchto zařízeních jako 6308, podstatně vyšší počet lidí byl navíc držen proti své vůli v civilních blázincích.
Jako psychicky nemocní byli uvězněni disidenti, kteří kritizovali invazi vojsk Varšavské smlouvy do Československa jako Viktor Fajnberg, Natalja Gorbaněvská a Elijahu Rips, dále básníci Josif Brodskij a Alexandr Jesenin-Volpin, biolog Žores Medvěděv nebo zakladatel Iniciativní skupiny na ochranu lidských práv v SSSR Vladimir Borisov. Zbaveni svéprávnosti byli často lidé, kteří odmítli nastoupit vojenskou službu z náboženských důvodů nebo ti, kteří se vzdali občanství SSSR a podali žádost o vystěhování. Moskevská helsinská skupina v roce 1976 oznámila, že až dvanáct lidí je denně odvezeno na psychiatrii z vrátnice Nejvyššího sovětu, kam přišli podat nějakou stížnost.
Lidé nedobrovolně umístění v psychiatrických léčebnách nesměli psát ani číst, byli drženi v přeplněných pokojích (často s těžce duševně nemocnými pacienty), dostávali minimální stravu, byli ze strany personálu podrobováni bití, ledovým koupelím, museli konzumovat nebezpečně vysoké dávky antipsychotik, atropinu a sulfozinu. Jejich podmínky byly v některých ohledech horší než u „normálních“ vězňů: neměli nárok na právní pomoc, nevěděli, kdy se dostanou na svobodu. I po propuštění z ústavu zůstávali pod dohledem a mohli být kdykoli zadrženi, aby nenarušovali významné akce (Svátek práce, Letní olympijské hry 1980).
Informace o poměrech v sovětské psychiatrii publikoval jako první v roce 1971 Vladimir Bukovskij, který strávil v sovětských psychiatrických zařízeních tři roky, jeho tvrzení podpořil psychiatr Semjon Gluzman. Světová asociace psychiatrů na kongresu v Honolulu roku 1977 vydala rezoluci odsuzující podíl sovětských psychiatrů na potlačování lidských práv. Americký psychiatr Robert van Voren uvedl, že nějakým druhem psychiatrického zařízení prošla asi třetina sovětských politických vězňů. Od roku 1988 začalo prošetřování případů zneužívání psychiatrické vědy, část obětí byla rehabilitována. Počet lidí, u kterých po uvolnění poměrů vyšlo najevo, že jejich duševní nemoc byla ve skutečnosti pouze projevem nesouhlasu s režimem, odhadla Světová psychiatrická asociace na dva miliony. Nicméně i v současném Rusku se objevily případy, kdy byli kriticky smýšlející lidé podrobeni násilné psychiatrické terapii (Arťom Basyrov, Larisa Arapová, členky skupiny Pussy Riot).